# Walid Ould-Chikh
Walid Ould-Chikh (Roosendaal, 6 november 1999) is een Marokkaans-Nederlands voetballer die als middenvelder voor Eintracht Braunschweig speelt. Hij is een jongere broer van Bilal Ould-Chikh.

## Carrière
Ould-Chikh speelde in de jeugd van RSC Alliance, Feyenoord, RBC Roosendaal, FC Twente, PEC Zwolle, DHSC. In het seizoen 2018/19 speelde hij voor USV Hercules in de Derde divisie, waarna hij een jaar voor het beloftenelftal van De Graafschap speelde. In 2020 vertrok hij naar FC Volendam, waar hij een contract tot medio 2022 tekende.
Ould-Chikh werd voor het seizoen 2023/24 door FC Volendam verhuurd aan Roda JC. Bij de Limburgers werd Ould-Chikh gehaald als aanvallende middenvelder, daar waar hij bij FC Volendam vaak als defensieve middenvelder of als vleugelspeler werd ingezet. Bij zijn debuut voor Roda, op 11 augustus 2023, maakte Ould-Chikh na vijf minuten spelen de openingstreffer tegen Helmond Sport. Ould-Chikh kende een uitstekende start in Kerkrade en was in zijn eerste zes duels goed voor vier doelpunten en twee assists. Ould-Chikh was het hele seizoen basispeler onder trainer Bas Sibum. Op de laatste speeldag liep Ould-Chikh met Roda JC directe promotie naar de Eredivisie mis, doordat er met 2-0 werd verloren van directe concurrent FC Groningen. In de play-offs bleek vervolgens NAC Breda te sterk. 
In de voorbereiding van het seizoen 2024/25 speelde Ould-Chikh nog enkele oefenwedstrijden mee met FC Volendam. Op 31 juli 2024 maakte hij dan toch een transfer, toen hij een tweejarig contract tekende bij de Duitse tweededivisionist Eintracht Braunschweig.

## Statistieken
| Seizoen                   | Club                   | Competitie     | Competitie | Competitie | Beker | Beker | Overig | Overig | Totaal | Totaal |
| Seizoen                   | Club                   | Competitie     | Wed.       | Dlp.       | Wed.  | Dlp.  | Wed.   | Dlp.   | Wed.   | Dlp.   |
| ------------------------- | ---------------------- | -------------- | ---------- | ---------- | ----- | ----- | ------ | ------ | ------ | ------ |
| 2021/22                   | FC Volendam            | Eerste divisie | 26         | 2          | 0     | 0     | 0      | 0      | 26     | 2      |
| 2022/23                   | FC Volendam            | Eredivisie     | 27         | 1          | 2     | 0     | 0      | 0      | 29     | 1      |
| 2023/24                   | → Roda JC Kerkrade     | Eerste divisie | 37         | 12         | 1     | 0     | 2      | 0      | 40     | 12     |
| 2024/25                   | Eintracht Braunschweig | 2. Bundesliga  | 7          | 0          | 1     | 0     | 1      | 0      | 9      | 0      |
| Carrièretotaal            | Carrièretotaal         | Carrièretotaal | 97         | 15         | 4     | 0     | 3      | 0      | 104    | 15     |
| Bijgewerkt op 1 juli 2025 |                        |                |            |            |       |       |        |        |        |        |

## Erelijst
Persoonlijk

 Winnaar Gouden Kampioenschild (Beste Speler): 2023/24